# Vidi aquam
Vidi aquam est l'incipit d'une antienne grégorienne, et par extension le nom donné à cette antienne, qui peut accompagner le rite de l'aspersion au début de la messe pendant le temps de Pâques dans la liturgie de l'Église catholique et de l'Église anglicane. 

## Texte
| antienne                    | latin | français |
| --------------------------- | --- | --- |
| Livre d'Ézéchiel 47, 1 et 9 | Vidi aquam egredientem de templo, a latere dextro, alleluia ; et omnes, ad quos pervenit aqua ista, salvi facti sunt, et dicent : alleluia, alleluia. | J'ai vu l'eau jaillir du temple, du côté droit, alléluia ; et tous ceux que cette eau a atteints ont été sauvés, et ils chantent : alléluia, alléluia. |

| verset                  | latin                                                                   | français                                                                 |
| ----------------------- | ----------------------------------------------------------------------- | ------------------------------------------------------------------------ |
| Psaume 118 (facultatif) | Confitemini Domino, quoniam bonus quoniam in sæculum misericordia eius. | Acclamez le Seigneur, car il est bon ; car éternelle est sa miséricorde. |

L'antienne est répétée après le verset (antienne - verset - antienne - Gloria Patri...(doxologie) ).

## Partition

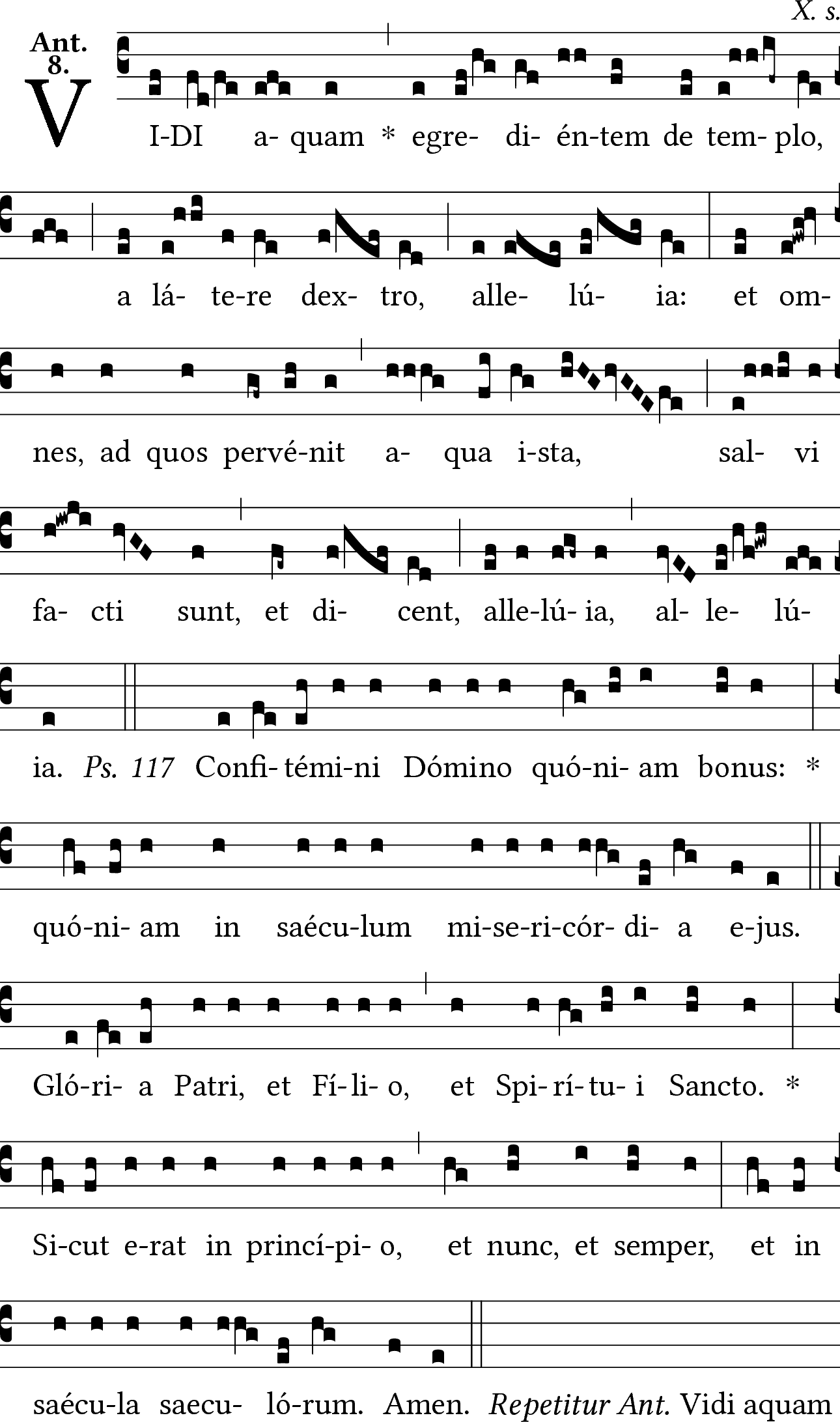

Le Vidi aquam grégorien figure dans les manuscrits suivants :
- Manuscrit
  - manuscrit Einsiedeln 121, folio 392 (vers 960 - 970) : [manuscrit en ligne] (antienne de procession lors de Pâques (folio 391 « ANT. AD PROCESSIONE / INFRA PASCHA »))
  - manuscrit Saint-Gall 339, folio 106 (bibliothèque de l'abbaye de Saint-Gall, vers 1000) : [manuscrit en ligne] (de même, antienne de procession du dimanche pascal « DOMINICA SCA(sancta) PASCAE AD PROCESSIONEM »)
  - Graduale Albiense, folio 67v (bibliothèque nationale de France, manuscrit latin 776, XIe siècle) : [manuscrit en ligne]
  - manuscrit Graz 807 (graduel), folio 101v (bibliothèque de l'université de Graz, XIIe siècle) : [manuscrit en ligne]

## Usage liturgique
L'antienne, qui contient le mot « alleluia » est en usage pendant le Temps pascal, y compris l'octave de Pâques, à partir de la vigile pascale. Elle remplace l' Asperges me, chantée toute l'année sauf au cours de cette période,,.  
Le chant accompagne le rite de la bénédiction et de l'aspersion de l'eau bénite.
Il est cependant évident que l'origine de cette pièce était une des antiennes de procession du dimanche de Pâques, selon les manuscrits les plus anciens et les plus sûrs, tel celui d'Einsiedeln 121.

## Caractéristiques
Alors que la mélodie de l'Asperges me reste moins ancienne (XIIIe siècle), la notation de l'antienne Vidi aquam remonte au Xe siècle. Cette antienne est donc présumée par certains auteurs mieux préserver les véritables caractéristiques du chant grégorien authentique, composé entre les IXe et Xe siècles. Ainsi, l'ambitus (élan limité en octave) y est effectivement respecté. Le quilisma s'utilisait, trois fois, pour les mots : omnes, facti et le dernier alleluia. 
Cet usage de l'alléluia dans le texte indique que, telle l'antienne mariale Regina Cœli, son utilisation est réservée à Pâques et au temps pascal. 
Il existe une autre version, plus simple, avec le même huitième mode, sans quilisma. On peut y ajouter le même psaume facultatif comme verset.

## Postérité
L'antienne grégorienne a été publiée par Dom René-Jean Hesbert dans le Corpus antiphonalium officii, en tant que no 5403.
Le texte du Vidi aquam a été mis en musique par de nombreux compositeurs entre la Renaissance et la période contemporaine, notamment sous la forme de motets. Six arrangements différents du Vidi aquam pour trois et quatre voix figurent dans les Codices de Trente, une collection de manuscrits de musique du milieu du XVe siècle. Un Vidi aquam d'un auteur anonyme (motet à cinq voix) figure dans le Livre de chœur de Lambeth, un manuscrit enluminé du début du XVIe siècle ; un autre Vidi aquam anonyme, un motet à quatre voix, figure également dans les Gyffard partbooks, un recueil manuscrit de musique de la Renaissance anglaise de la fin du XVIIe siècle. 
À la Renaissance : Blasius Ammon (motet à quatre voix),  Manuel Cardoso (deux motets à quatre voix, l'un dans le Liber primus missarum', l'autre dans le Liber secundus missarum), Roland de Lassus (motet à cinq voix), Filipe de Magalhães (motet à quatre voix), Cristóbal de Morales  (motet à quatre voix), Tomás Luis de Victoria (motet à quatre voix). Un Vidi Aquam est attribué à Palestrina, mais de façon incertaine
À la période baroque : José de Torres (un motet dans le Missarum Liber de 1703), Samuel Webbe
Au XIXe siècle : Josef Gruber (motet à quatre voix), Michael Haller (motet à quatre voix)
À la période contemporaine :  William Armiger (motet à quatre voix),  Domenico Bartolucci, Paul Grady (motet à sept voix), Oreste Ravanello. En 2020, le compositeur James MacMillan compose pour l'ensemble ORA un Vidi aquam à 40 voix, s'inspirant du Spem in Alium de Tallis, auquel la revue Classical Music trouve the aura of a masterpiece. 
Par ailleurs, le Vidi aquam, du fait de son texte, a pu inspirer la liturgie liée aux sanctuaires de fontaine[réf. nécessaire]. Par exemple, auprès de la source consacrée à sainte Quitterie près d’Aire-sur-l'Adour : « J'ai vu l'eau vive jaillissant du cœur du Christ, alléluia. Tous ceux que lave cette eau seront sauvés et chanteront : alléluia. »

### Documents
- Académie de chant grégorien, antiphona Vidi Aquam [lire en ligne]
- Université de Ratisbonne, neumes en synopsis [synopsis en ligne]

### Vidéo en ligne
- Gramophone 054773 (1904), avec notation en quatre lignes, chanté par Antonio Rella[11], maître de la chapelle Sixtine au Vatican : [écouter en ligne]
- Plusieurs enregistrements sont disponibles sur YouTube dont : [écouter en ligne]